# Campionati del mondo di atletica leggera 1995 - Salto con l'asta
La gara del salto con l'asta maschile dei campionati del mondo di atletica leggera 1995 si è svolta tra il 9 e l'11 agosto.

## Podio
| Pos.    | Atleta         | Nazionalità | Prestazione |
| ------- | -------------- | ----------- | ----------- |
| Oro     | Sergey Bubka   | Ucraina     | 5,92 m      |
| Argento | Maksim Tarasov | Russia      | 5,86 m      |
| Bronzo  | Jean Galfione  | Francia     | 5,86 m      |

## Qualificazioni

### Gruppo A
| Pos | Atleta                  | Misura |
| --- | ----------------------- | ------ |
| 1.  | Maksim Tarasov (RUS)    | 5.65 m |
| 2.  | Dean Starkey (USA)      | 5.65 m |
| 2.  | Sergey Bubka (UKR)      | 5.65 m |
| 4.  | Valeri Bukrejev (EST)   | 5.65 m |
| 5.  | Igor Potapovič (KAZ)    | 5.65 m |
| 6.  | Tim Lobinger (DEU)      | 5.65 m |
| 7.  | Jean Galfione (FRA)     | 5.55 m |
| 8.  | Heikki Vääräniemi (FIN) | 5.55 m |
| 9.  | István Bagyula (HUN)    | 5.55 m |
| 10. | Nick Buckfield (GBR)    | 5.55 m |
| 11. | Peter Widén (SWE)       | 5.40 m |
| 12. | Riaan Botha (RSA)       | 5.40 m |
| 12. | Simon Arkell (AUS)      | 5.40 m |
| 14. | Domitien Mestre (BEL)   | 5.20 m |
| 15. | Aleksandr Zhukov (MDA)  | 5.20 m |
| 15. | Christos Pallakis (GRC) | 5.20 m |
| —   | Paul Benavides (MEX)    | NM     |
| —   | José Manuel Arcos (ESP) | NM     |
| —   | Ruhan Işim (TUR)        | DNS    |

### Gruppo B
| Pos | Atleta                    | Misura |
| --- | ------------------------- | ------ |
| 1.  | Radion Gataullin (RUS)    | 5.70 m |
| 2.  | Igor' Trandenkov (RUS)    | 5.70 m |
| 3.  | Scott Huffman (USA)       | 5.65 m |
| 4.  | Andrei Tivontchik (DEU)   | 5.65 m |
| 5.  | Okkert Brits (RSA)        | 5.65 m |
| 6.  | Trond Barthel (NOR)       | 5.55 m |
| 7.  | Patrik Stenlund (SWE)     | 5.55 m |
| 8.  | Dmitri Markov (BLR)       | 5.40 m |
| 9.  | Photis Stephani (CYP)     | 5.40 m |
| 9.  | Nuno Fernandes (PRT)      | 5.40 m |
| 11. | Kim Chul-Kyun (KOR)       | 5.40 m |
| 12. | Javier García (ESP)       | 5.40 m |
| 13. | James Miller (AUS)        | 5.20 m |
| 14. | Martin Voss (DNK)         | 5.20 m |
| 14. | Aleksandr Korchagin (KAZ) | 5.20 m |
| 14. | Jean-Michel Godard (FRA)  | 5.20 m |
| —   | Bill Payne (USA)          | NM     |
| —   | Grigoriy Yegorov (KAZ)    | NM     |
| —   | Konstantin Semyonov (ISR) | NM     |

## Finale
| Pos | Nome              | Nazione     | 5.60 | 5.70 | 5.80 | 5.86 | 5.92 | 6.15 | Misura | Note |
| --- | ----------------- | ----------- | ---- | ---- | ---- | ---- | ---- | ---- | ------ | ---- |
| 1   | Sergey Bubka      | Ucraina     | –    | xo   | –    | –    | o    | xxx  | 5.92   |      |
| 2   | Maksim Tarasov    | Russia      | –    | xo   | –    | o    | xxx  |      | 5.86   |      |
| 3   | Jean Galfione     | Francia     | o    | –    | xo   | xxo  | xxx  |      | 5.86   |      |
| 4   | Okkert Brits      | Sudafrica   | xo   | –    | o    | –    | xxx  |      | 5.80   |      |
| 5   | Radion Gataullin  | Russia      | –    | o    | –    | xxx  |      |      | 5.70   |      |
| 6   | Scott Huffman     | Stati Uniti | o    | xo   | xxx  |      |      |      | 5.70   |      |
| 7   | Igor' Trandenkov  | Russia      | –    | xxo  | –    | xxx  |      |      | 5.70   |      |
| 8   | Dean Starkey      | Stati Uniti | o    | xxx  |      |      |      |      | 5.60   |      |
| 9   | Andrei Tivontchik | Germania    |      |      |      |      |      |      | 5.60   |      |
| 9   | Igor Potapovič    | Kazakistan  |      |      |      |      |      |      | 5.60   |      |
| 11  | Tim Lobinger      | Germania    |      |      |      |      |      |      | 5.40   |      |
| NCL | Valeri Bukrejev   | Estonia     |      |      |      |      |      |      | NM     |      |